# Cavender Is Coming
"Cavender Is Coming" is een aflevering van de Amerikaanse televisieserie The Twilight Zone.

## Plot
Agnes Grep, een vrouw die haar baan is kwijtgeraakt en achter loopt met het betalen van de huur, krijgt hulp van haar beschermengel Cavender. Cavender is echter nog geen professionele beschermengel. Om die positie te verdienen moet hij Agnes binnen 24 uur gelukkiger maken.
Cavender geeft Agnes vrienden, rijkdommen en een actief sociaal leven. Hoewel dit alles geweldig lijkt, begint Agens al snel terug te verlangen naar haar oude leven. Cavender draait met tegenzin alles weer terug naar hoe het hoorde te zijn en keert terug naar de hemel. Tot zijn verbazing krijgt hij daar zijn positie als volwaardig beschermengel, want Agnes is ondanks dat haar leefsituatie niet is veranderd, gelukkiger dan voor Cavenders komst.

## Rolverdeling
- Carol Burnett: Agnes Grep
- Jesse White: Harmon Cavender
- Howard Smith: Polk
- John Fiedler: Field Rep
- Sandra Gould: vrouw
- Donna Douglas: vrouw

## Achtergrond
Dit is een van de weinige afleveringen van de Twilight Zone die was bedoeld als komedie en ook de enige van die afleveringen waarin lachend publiek te horen is. Dit werd gedaan omdat men plannen had voor een spin-offserie over Cavender. Deze serie is echter nooit gemaakt. De aflevering zelf werd door dit alles niet echt goed ontvangen. Sinds september 2006 krijgt deze aflevering op tv.com zelfs de slechtste waardering van alle afleveringen.